# Estoril Open 2000
L'Estoril Open 2000 è stato un torneo di tennis giocato sulla terra rossa.
È stata l'11ª edizione dell'Estoril Open, che fa parte della categoria International Series  nell'ambito dell'ATP Tour 2000, e della Tier IV nell'ambito del WTA Tour 2000. 
Sia il torneo maschile che quello femminile si sono giocati all'Estoril Court Central di Oeiras in Portogallo, dal 10 al 17 aprile 2000.

## Campioni

### Singolare maschile
Carlos Moyá ha battuto in finale  Francisco Clavet con il punteggio di 6–3, 6–2

### Singolare femminile
Anke Huber ha battuto in finale  Nathalie Dechy con il punteggio di 6–1, 1–6, 7–5

### Doppio maschile
Donald Johnson /  Piet Norval hanno battuto in finale  David Adams /  Joshua Eagle con il punteggio di 6–4, 7–5

### Doppio femminile
Tina Križan /  Katarina Srebotnik hanno battuto in finale  Amanda Hopmans /  Cristina Torrens Valero con il punteggio di 6–0, 7–6(9)